# Songs for My Mother
Songs for My Mother è un album di cover del cantante pop irlandese Ronan Keating, pubblicato il 13 marzo 2009 dall'etichetta discografica Polydor.
Dal disco sono stati estratti i singoli Time After Time, originariamente interpretata da Cyndi Lauper, Make You Feel My Love, di Bob Dylan, e This Is Your Song, brano precedentemente inciso dallo stesso Keating e reinterpretato per questo disco. L'album è stato prodotto da Steve Lipson.

## Tracce
CD (Polydor 06025 2700856 (UMG) / EAN 0602527008561)
1. Time After Time – 4:10 (Cyndi Lauper, Rob Hyman)
2. Make You Feel My Love – 3:30 (Bob Dylan)
3. Both Sides Now – 3:58 (Joni Mitchell)
4. Vincent – 4:14 (Don McLean)
5. Carrickfergus – 4:28 (Trad.)
6. I Believe I Can Fly – 4:44 (Robert Kelly)
7. Mama's Arms – 3:05 (Joshua Kadison)
8. The Wild Mountain Thyme – 4:13 (Francis McPeake)
9. Suspicious Minds – 3:37 (Mark James)
10. This Is Your Song – 3:59 (Steve Mac, Ronan Keating)

Durata totale: 39:58

## Classifiche
| Paese            | Posizione raggiunta |
| ---------------- | ------------------- |
| Australia        | 1                   |
| Nuova Zelanda    | 1                   |
| Irlanda          | 1                   |
| Regno Unito      | 1                   |
| Danimarca        | 2                   |
| Norvegia         | 7                   |
| Paesi Bassi      | 8                   |
| Svizzera         | 13                  |
| Belgio (Fiandre) | 14                  |
| Germania         | 14                  |
| Austria          | 34                  |